# Sansibia
Sansibia is een geslacht van neteldieren uit de klasse van de Anthozoa (bloemdieren).

## Soorten
- Sansibia boquetei (Roxas, 1933)
- Sansibia flava (May, 1899)
- Sansibia formosana (Utinomi, 1950)
- Sansibia lineata (Stimpson, 1855)